# Rondo Piekarza Ochwata w Krakowie
Rondo Piekarza Ochwata – jedno z ważniejszych skrzyżowań w Krakowie zlokalizowane na północ od Starego Miasta, w Dzielnicy IV Prądnik Biały, u zbiegu ulic Dominika Ździebły-Danowskiego, Generała Stanisława Sosabowskiego i Opolskiej. Jest to jedno z ważniejszych skrzyżowań w Krakowie – znajduje się ono w ciągu ul. Opolskiej (III obwodnicy) oraz w ciągu głównej arterii komunikacyjnej, łączącej Prądnik Biały z Zielonkami.
Jest ono dwupoziomowe – na powierzchni znajduje się torowisko Krakowskiego Szybkiego Tramwaju, część przeznaczona dla pieszych i rowerzystów oraz ulice Ździebły-Danowskiego i Sosabowskiego, a także zjazd oraz wjazd na ul. Opolską. Główny bieg ul. Opolskiej odbywa się jednak w tunelu drogowym o długości ok. 100 metrów położonych w dolnym poziomie ronda.

## Historia
Na początku XXI wieku zaplanowano budowę nowej arterii komunikacyjnej, łączącej Prądnik Biały z Zielonkami. Plany budowy spełzły się jednak na niczym ze względu na brak finansów i niedopełnienie formalności. Kolejną przeszkodą w kontynuowaniu budowy trasy był również bieg ulicy Opolskiej w miejscu planowanego torowiska tramwajowego oraz nowej arterii. Podczas budowy problem ten rozwiązano dwupoziomowym skrzyżowaniem – Rondem Piekarza Ochwata przez którego górny poziom biegnie arteria do Zielonek oraz torowisko Krakowskiego Szybkiego Tramwaju, a dolnym oraz fragmentem górnego – ulica Opolska (III obwodnica).
Budowa ronda rozpoczęła się dopiero w lipcu 2020 roku, wraz z budową torowiska tramwajowego oraz ulic Ździebły-Danowskiego i Sosabowskiego, a zakończyła się 3 lata później – we wrześniu. Uroczyste otwarcie nowego ronda miało miejsce 4 września 2023 roku.

## Infrastruktura
Przez Rondo Piekarza Ochwata prowadzi jedyny możliwy wjazd dla tramwajów do Górki Narodowej. Rondo położone jest na głównej trasie z Prądnika Białego do Zielonek.
W pobliżu ronda znajduje się m.in.: Osiedle Prądnik Biały Zachód, Osiedle Krowodrza Górka oraz Wojewódzka Przychodnia Chorób Infekcyjnych Dzieci i Hepatologii Dziecięcej.

## Galeria

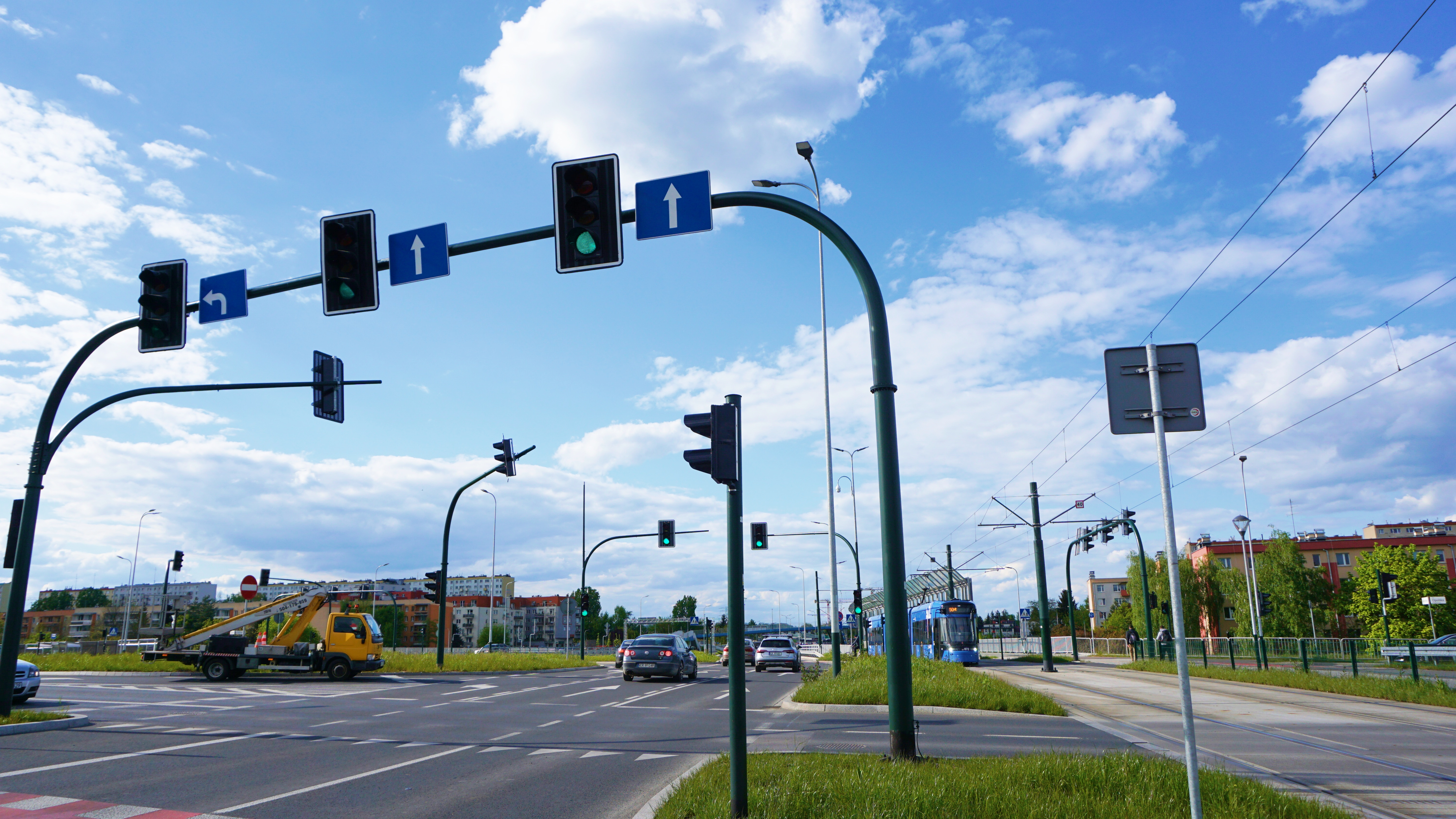
Widok na północ.
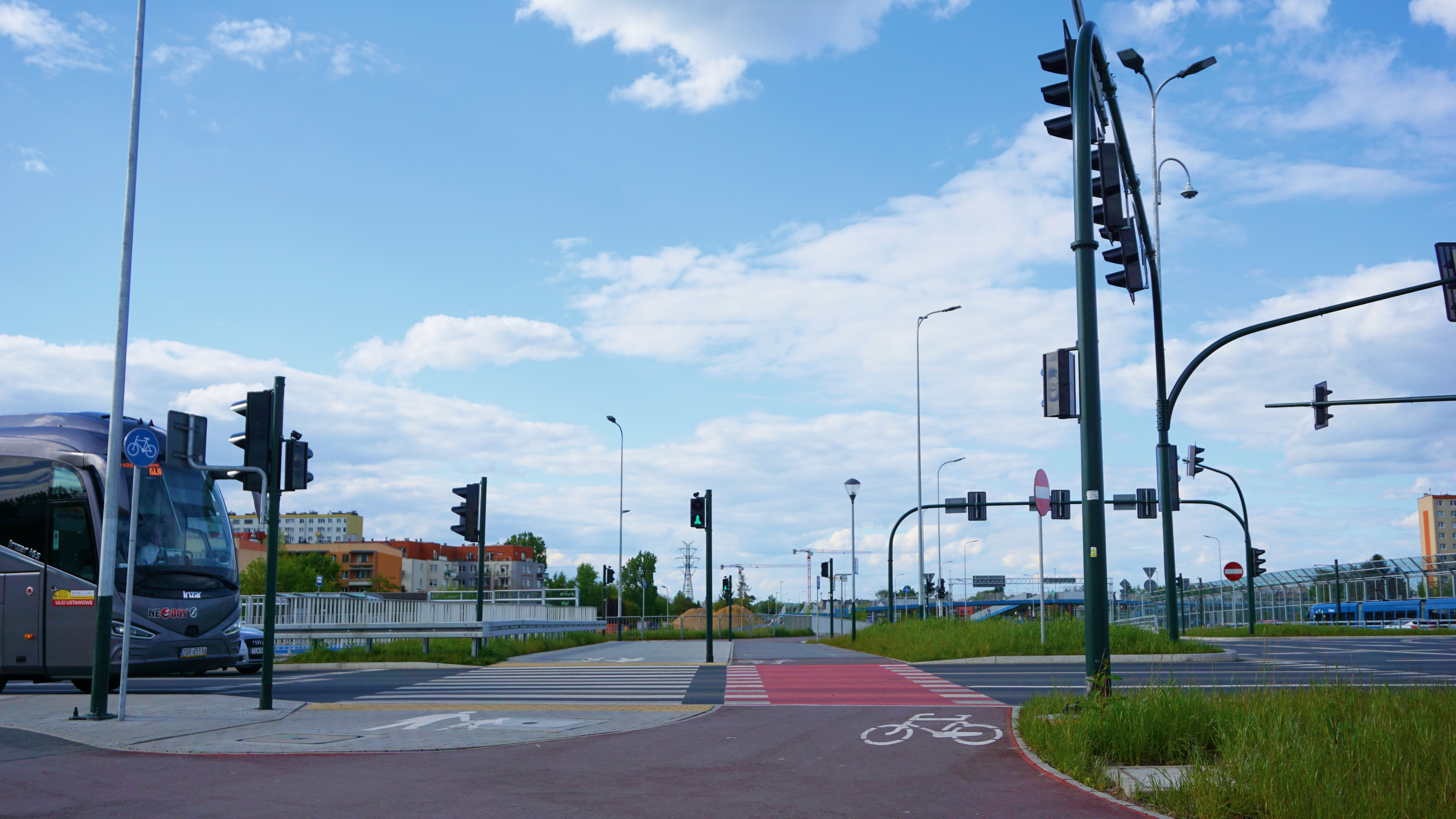
Ciągi rowerowe i piesze.
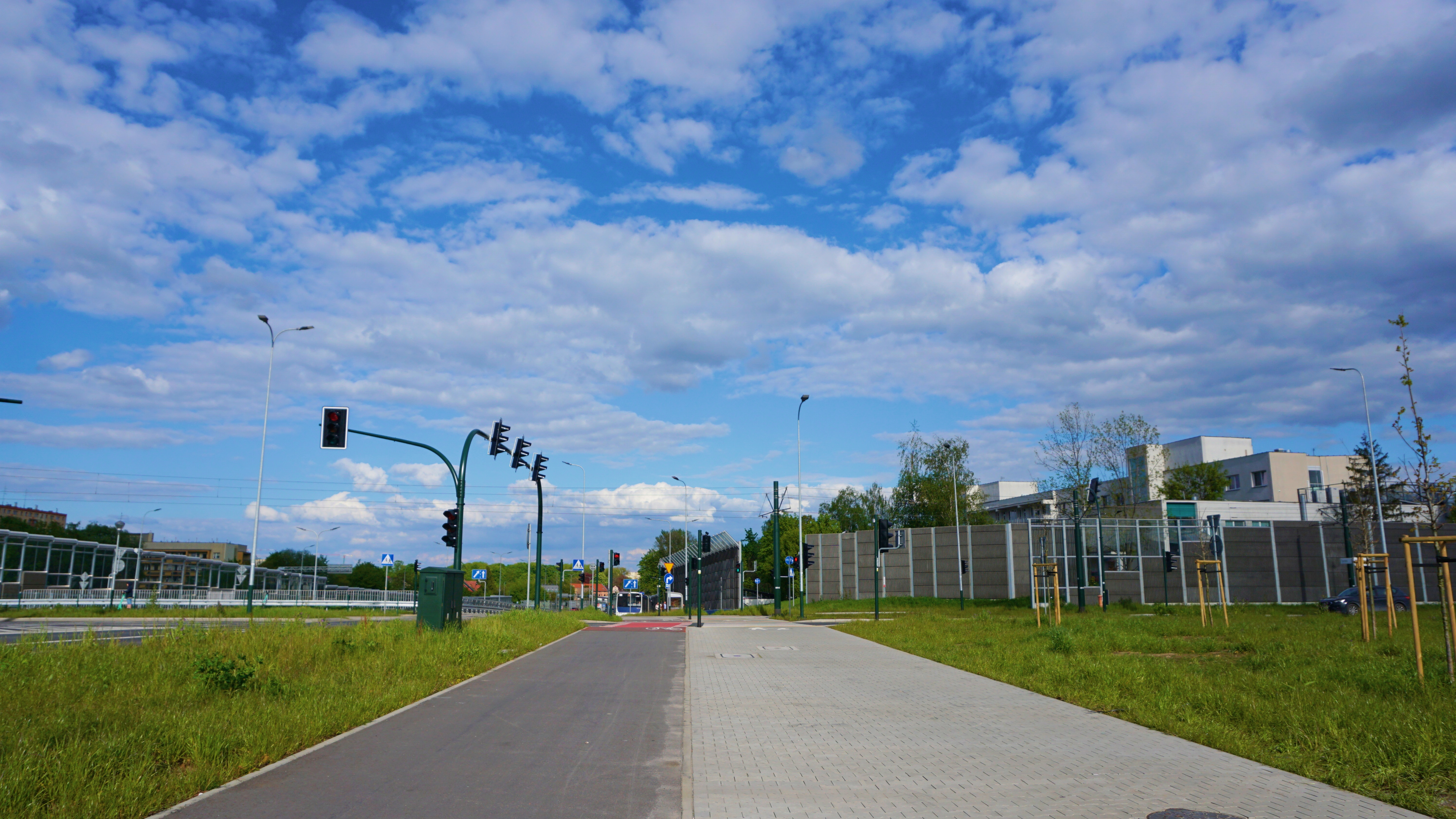
Ciągi rowerowe i piesze.
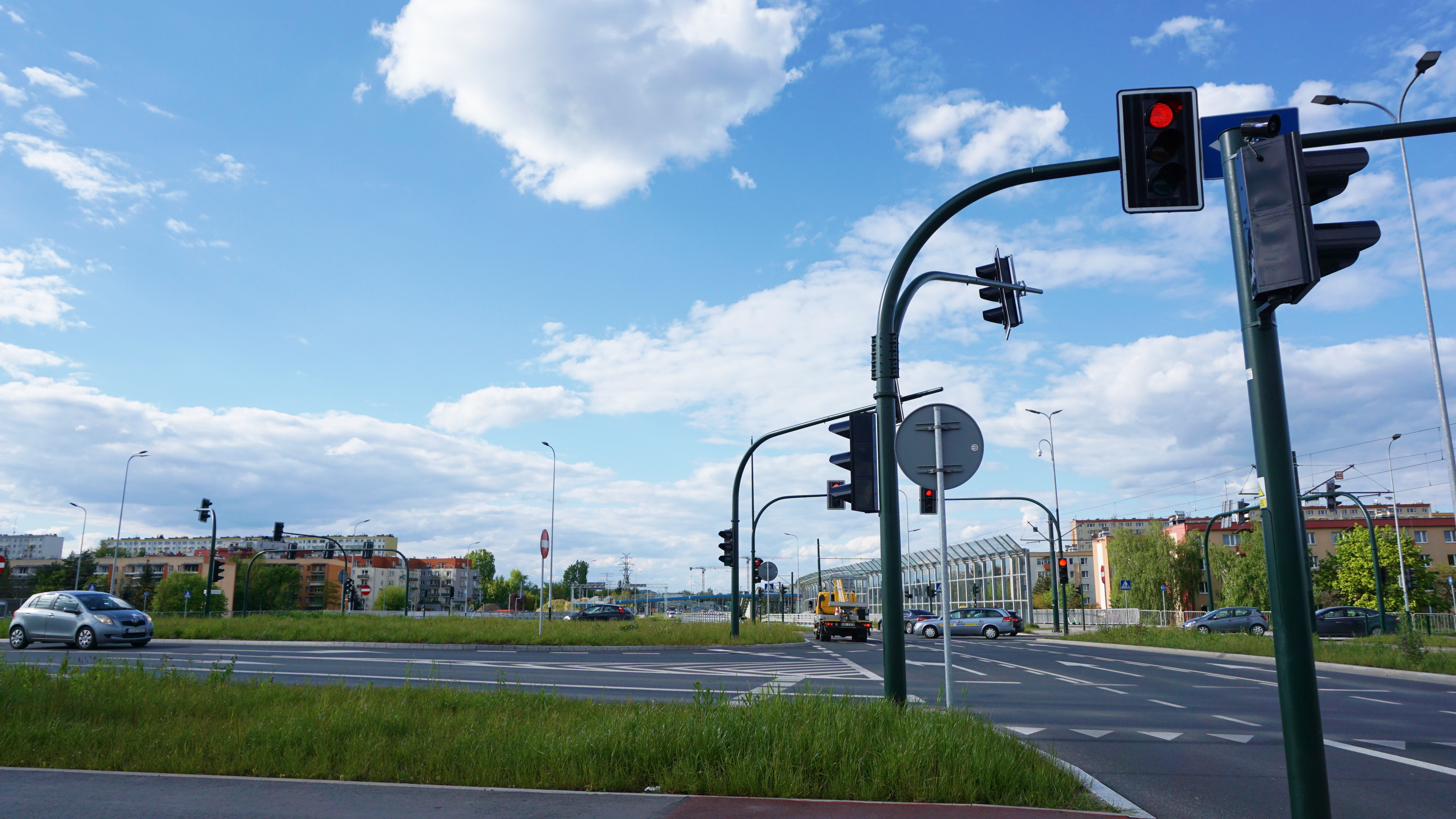
Widok na północ.
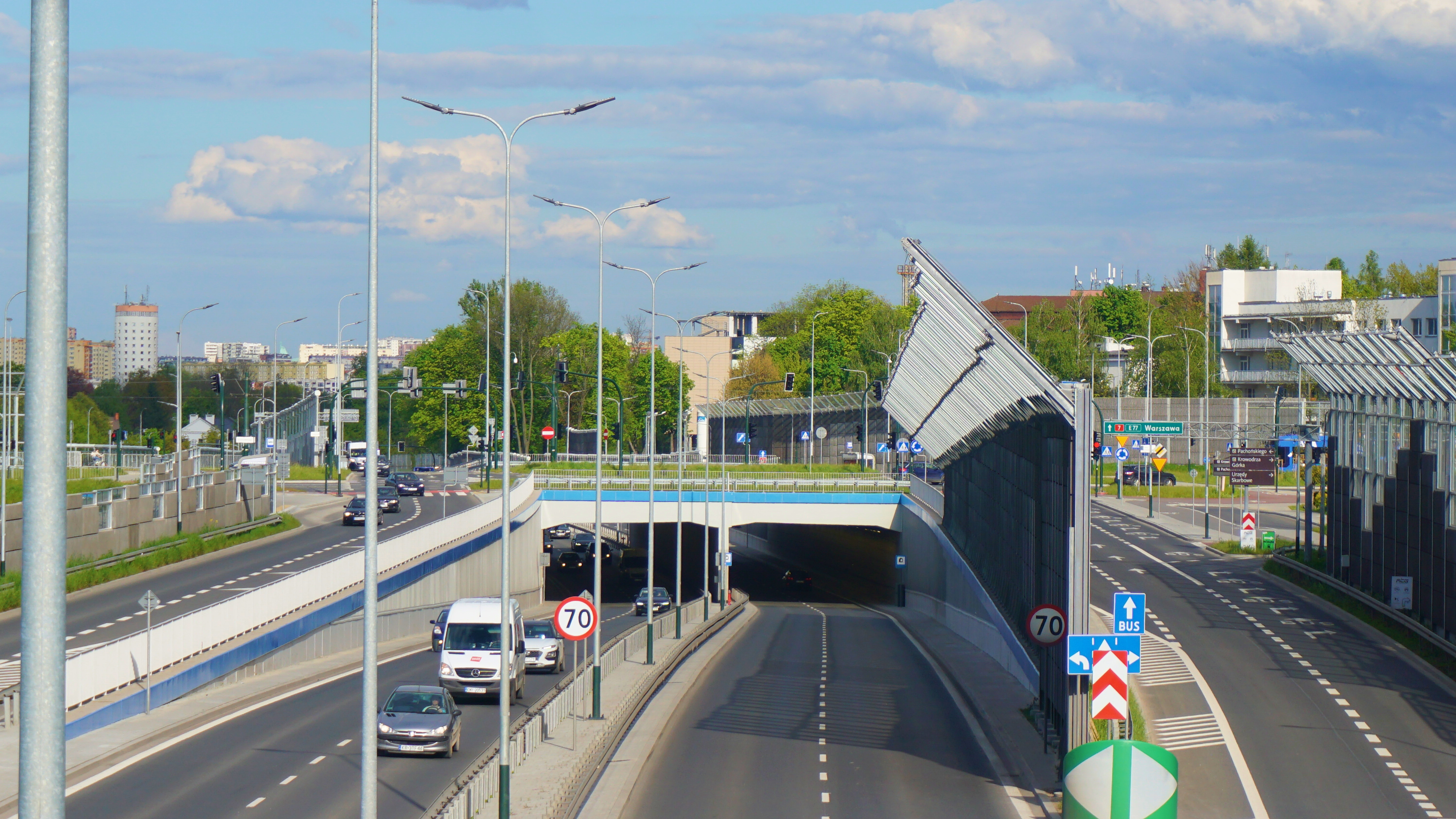
Widok z kładki położonej nad ul. Opolską
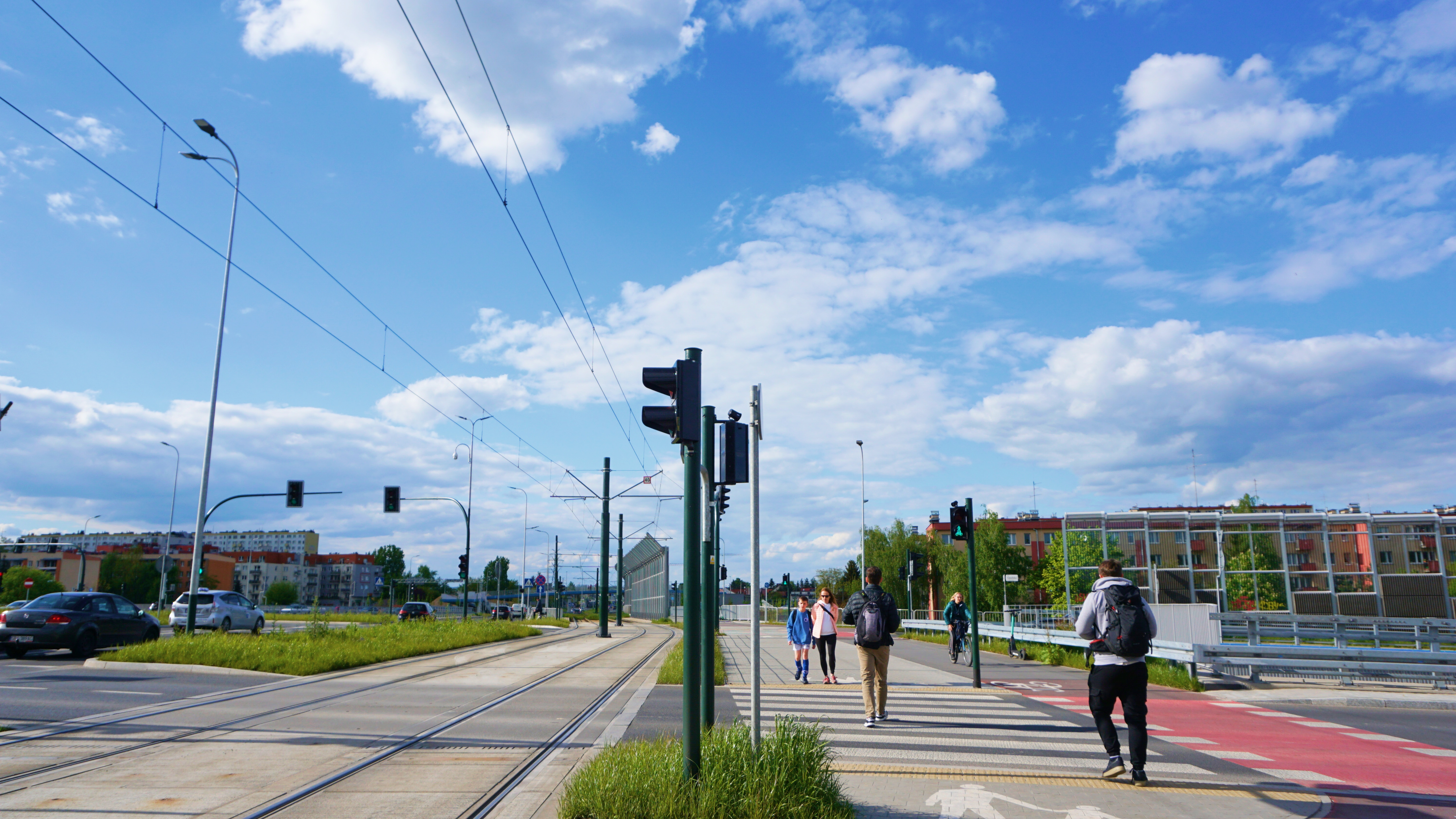
Torowisko Krakowskiego Szybkiego Tramwaju